# I quattro diavoli

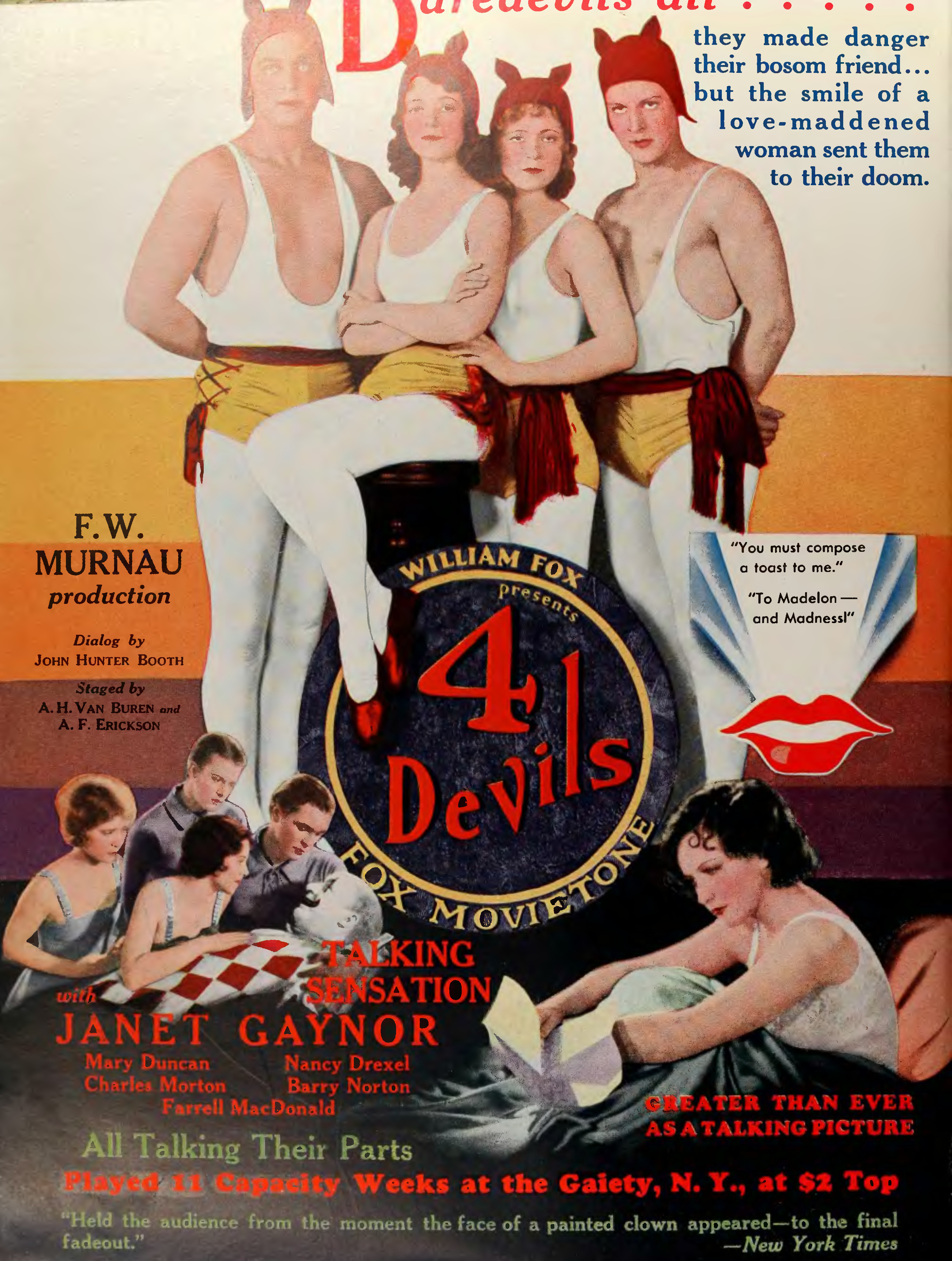
Locandina pubblicitaria del film

I quattro diavoli (4 Devils) è un film del 1928 diretto da Friedrich Wilhelm Murnau, basato sull'omonimo racconto dello scrittore danese Herman Bang.

## Trama
Un anziano pagliaccio porta via quattro ragazzi dal brutale proprietario di un circo e insegna loro il mestiere circense, facendone quattro acrobati. Il quartetto, composto da due ragazze e due giovanotti, diventa popolare con il nome di "I quattro diavoli". Due di loro, Charles e Marion, sono fidanzati ma, mentre si trovano a Parigi, Charles si fa prendere nelle reti di una fascinosa femme fatale. Marion, allora, perde la concentrazione necessaria al suo lavoro e, durante un numero, cade dal trapezio. La giovane non muore e Charles si rende conto che il suo comportamento gli ha fatto sfiorare la tragedia.

## Produzione
Il film fu prodotto dalla Fox Film Corporation. La lavorazione di 4 Devils - che durò dal 3 gennaio 1928 al maggio 1928 - fu molto sofferta per le ingerenze della produzione: Carl Meyer abbandonò il film e la sceneggiatura, allora, fu completata in Germania da Berthold Viertel e da Marion Orth. Anche Murnau, che era al suo secondo film negli Stati Uniti, ebbe degli scontri con i produttori e lasciò la Fox nel febbraio 1929.
Il film fu girato muto, ma l'anno dopo fu sonorizzato senza il permesso di Murnau con dialoghi aggiunti nelle ultime due bobine.

## Distribuzione
Il copyright del film, richiesto dalla Fox Film Corp., fu registrato il 1º ottobre 1928 con il numero LP25737. 
Distribuito dalla Fox Film Corporation, il film venne presentato in prima al Gaiety Theatre di New York il 3 ottobre 1928.
La versione sonora uscì al Roxy di New York il 15 settembre 1929, mentre in Germania fu presentato al Phoebus-Palst di Monaco il 20 novembre dello stesso anno.
Non si conoscono copie ancora esistenti della pellicola che viene considerata presumibilmente perduta.